# پری (بازی ویدئویی ۲۰۱۷)
پری (انگلیسی: Prey) یک بازی ویدئویی در سبک تیراندازی اول شخص و ترس و بقا است که توسط بتزدا در سال ۲۰۱۷ برای پلت‌فرم‌های اکس‌باکس وان، مایکروسافت ویندوز و پلی‌استیشن ۴ منتشر شده‌است.